# James Leadbetter
James Leadbetter (* 23. Dezember 1980) ist ein englischer Snookerspieler aus Sale bei Manchester. In den 2000er Jahren war er in zwei Spielzeiten auf der Profitour vertreten.

## Karriere
Leadbetter begann nach eigener Angabe als Zehnjähriger, hobbymäßig Snooker zu spielen. Als Jugendlicher konzentrierte er sich aber auf seine Schulbildung und begann nach dem Erhalt des Advanced Level ein Studium der Kritischen Kriminologie an der Edge Hill University, mit dem Ziel, später zur britischen Polizei zu gehen. Jedoch wurde er in einem Snookerclub in Manchester von Brandon Parker entdeckt, der ihn dazu ermutigte, eine Snookerkarriere anzustreben. Er brach sein Studium ab und startete stattdessen auf der Challenge Tour 2000/01. Auch wenn er nur an einem Turnier teilnahm, konnte er auch in der nächsten Saison an der Challenge Tour teilnehmen. Dort war er schon bei drei Turnieren vertreten und gewann auch einige Spiele. Bei der Benson & Hedges Championship, einem für Amateure offenen Profiturnier, besiegte er den langjährigen Profi Stefan Mazrocis. Trotzdem landete er nur auf Platz 86 der Endwertung und qualifizierte sich nur dank glücklicher Umstände als Nachrücker für die Challenge Tour 2002/03. Dort gelang dann Leadbetter, der damals nebenher als Model arbeitete, der Durchbruch. Er steigerte sich von Turnier zu Turnier, erreichte im dritten Turnier das Achtelfinale und stand beim letzten Turnier nach Siegen über erfahrene Ex-Profis wie Scott MacKenzie und David McDonnell im Finale. Auch wenn er gegen Kurt Maflin mit 2:6 verlor, qualifizierte er sich über die Tourwertung für die Profisaison 2003/04.
Das erste Profijahr war aber ein Lehrjahr, er verlor die ersten drei Auftaktmatches, zwei davon mit 4:5. Nur bei den Welsh Open gelang ihm ein Sieg über Jason Prince. Danach schied er auch bei den restlichen vier Ranglistenturnieren wieder in Runde 1 aus, bei der Weltmeisterschaft verlor er sogar das Vorqualifikationsspiel gegen den nicht mehr zu den Top 128 gehörenden Mike Hallett. In der Weltrangliste fand er sich deshalb auch weit unten auf Platz 125 wieder und verlor deshalb seinen Profistatus.
Die folgende Challenge Tour verlief nicht sehr erfolgreich, besser sah es ab 2005 in der auf 8 Qualifikationsturniere erweiterten PIOS-Tour aus. Beim zweiten Turnier stand er im Finale, das er mit 3:6 gegen Mark Joyce verlor. Turnier 7 endete für ihn erst im Viertelfinale. Viermal kam er aber auch nicht über die Letzten 64 hinaus und so reichte es in der Gesamtwertung nur für Platz 17 bei 8 zu vergebenden Main-Tour-Plätzen. Der englische Landesverband EASB gab ihm aber eine seiner zwei Wildcards und so kehrte Leadbetter in der Saison 2006/07 auf die Main Tour zurück.
Zwar begann er seinen zweiten Anlauf im Profibereich wieder mit einer 4:5-Auftaktniederlage bei der Northern Ireland Trophy, beim Grand Prix gewann er aber schon drei Matches in der Vorrundengruppe, auch wenn es nicht für das Hauptturnier reichte. Bei der UK Championship besiegte er Chris Melling mit 9:3 und bei den Welsh Open Alfie Burden mit 5:3. Bei anderen Turnieren hatte er aber gegen Spieler wie Judd Trump und Liang Wenbo keine Chance. Bei nur 7 Ranglistenturnieren in der Saison wurde es daher sehr schwer, sich bei der abschließenden Weltmeisterschaft noch weit genug zu verbessern. Nach der erfolgreichen Vorqualifikation gegen Les Dodd besiegte er in Runde 1 Chris Norbury mit einem Century-Break im Entscheidungsframe mit 10:9. Nach einem deutlichen 10:3 über Stuart Pettman erreichte er die Runde der Letzten 64, was auch sein bestes Ergebnis bei einem Ranglistenturnier war. Die anschließende Niederlage gegen John Parrott bedeutete aber auch, dass er in der Weltrangliste nicht unter die Top 64 vorrücken konnte, vielmehr fiel er als 76. zum zweiten Mal aus der Profitour heraus.
Er versuchte es sofort wieder über die PIOS-Tour und erreichte auch im sechsten Turnier das Halbfinale, sonst sammelte er aber nicht sehr viele Punkte und mit Platz 21 verfehlte er die Top 8 der Gesamtwertung deutlich. Ein Erfolg für Leadbetter war aber die in dieser Saison parallel in Prestatyn stattfindende Pontins-Pro-Am-Tour. In 6 Turnieren trafen Profis und Amateure aufeinander und er konnte unter anderem den Top-32-Spieler Stuart Bingham besiegen. Zweimal erreichte er das Achtel-, einmal das Viertelfinale und qualifizierte sich damit für das Grand-Final-Turnier. Allerdings schied er da in Runde 1 mit 3:4 gegen Martin Gould aus. Danach stellte er mit 27 Jahren seine Profiambitionen ein und konzentrierte sich auf seine berufliche Karriere als Flugzeugpilot.
Im Amateursnooker blieb Leadbetter weiter aktiv. Zwar blieb es bei einem einmaligen, erfolglosen Ausflug in die Players Tour Championship 2010, beim Snookerbacker Classic, einer renommierten Amateurturnierserie, erreichte er 2013 das Finale des siebten Turniers und besiegte Sydney Wilson mit 4:3.

## Erfolge
Ranglistenturniere:
- Runde der Letzten 64: Weltmeisterschaft (2007)

Qualifikationsturniere:
- Finale: Challenge Tour (2003 – Event 4), PIOS (2005 – Event 2)

Amateurturniere:
- Sieger: Snookerbacker Classic (2014 – Qualifier 7)